# Лукас Зульцбахер
Лукас Зульцбахер (нім. Lukas Sulzbacher, нар. 5 квітня 2000, Відень) — австрійський футболіст, правий захисник клубу «Тіроль» (Ваттенс).

## Клубна кар'єра
Народився 5 квітня 2000 року в місті Відень. Вихованець юнацьких команд футбольних клубів «Кенігштеттен» та «Рапід» (Відень). З 2018 року став виступати за резервну команду «Рапіда».
3 грудня 2020 року в матчі Ліги Європи проти лондонського «Арсенала» (1:4) Зульцбахер дебютував за першу команду віденців. А 12 травня 2021 року у грі проти «Ред Булл Зальцбург» (0:2) Лукас дебютував за «Рапід» і у австрійській Бундеслізі.

## Виступи за збірну
У 2015–2019 роках Зульцбахер залучався до юнацьких збірних Австрії усіх вікових категорій, а з 2021 року став виступати у складі молодіжної збірної Австрії.